# Portada/efemèride març 19
Richard Strauss
« 18 de març · 19 de març · 20 de març »